# 2013年10月中國大陸

## 10月31日
- 北京青年报报道：“农业部副部长李家洋被指曾受聘美公司推广转基因”。新华网
- 南方都市报報道：“澳門人年薪30万个税1876元 年收入超20.57万才缴税”。新浪網
- 郑州晚报报道：“女孩丢iPhone 5后成功定位 警方称案情‘太复杂’”。新华网（页面存档备份，存于）
- 中国青年报报道：“男子酒驾被查 邀请派出所长吃喝玩乐找小姐”。“因接受犯罪嫌疑人的吃请并到有小姐陪侍的KTV歌厅娱乐，福建省漳浦县沙西派出所所长王世明近日被免职。这个派出所的两个副所长也因此受到党内警告处分。”人民网
- 新华社电，“广东省新闻出版广电局10月31日做出查处决定，给予新快报记者陈永洲吊销新闻记者证的行政处罚，责成羊城晚报报业集团对新快报社进行全面整顿。”人民網（页面存档备份，存于）

## 10月30日
- 新华网报道，“专家：转基因技术灭绝人类 学界支持因240亿经费”。人民网
- 光明网报道：“20岁少女为筹集30万手术费‘征婚救父’”。人民网（页面存档备份，存于）
- 北京青年报报道：“警察疑因不卖奶茶枪击米粉店主：老板死时有身孕”。“北京青年报记者从广西壮族自治区贵港市警方证实，28日晚上10点半，贵港市平南县一名警察胡某，在平南县大鹏镇开枪，致使一对开螺蛳粉店的夫妻一死一伤，事件还在进一步调查中。同样是在广西贵港市辖区内，也发生过民警酒后开枪群众1死1伤的情况。”新华网 Archive.today的存檔，存档日期2013-10-30
- “南宁抗拆事件中一村民被警方橡皮子弹打瞎眼”。中华网[]
- 法制晚报报道：“哈尔滨一区委书记疑派属下扮警察与在押官员串供”。“付伟是这样辩解的：‘当时我是和一个司机一起去的，尚志市看守所的所长拿着警用作训服在看守所的门口等着我们，我们在门口换上的，然后进的看守所见的王松阳。’”中华网（页面存档备份，存于）
- 财经国家周刊报道，“三一重工中联重科恩仇录：省长调节无果”。“中联改制前后有大量官二代入场，成为其利益合伙人，以公权力干预市场竞争。按照向文波的说法，这并非国企与民企之争，而是不良企业利用公权力进行打压、造谣、抹黑一家一心产业报国的企业之争。”新华网（页面存档备份，存于）

## 10月29日
- “徐显明任中央综治委办公室专职副主任(副部长级)”。人民网（页面存档备份，存于）曾发文“恶法非法，善法之治才是法治”，称“法官们以恶法非法的原理驳斥了纳粹的辩护理由，纽伦堡审判才得以顺利完成。”人民网
- 新京報報道：“闽侯株连拆迁：教师停课50天劝母 夫妻为保住丈夫工作而离婚”。人民網
- “河北5人驾豪车冲撞校园致多人受伤 已被抓归案”。人民網
- 中国新闻网报道：“深圳设局杀人民警获死缓 法庭击警数次大笑”。“该案发生在2012年7月1日，时任深圳市公安局龙岗分局龙新派出所民警的李才坤制造了一起假劫案，将‘劫匪’班统陆一枪毙命。”新华网（页面存档备份，存于）

## 10月28日
- “28日12时5分许，一辆吉普车由北京市南池子南口闯入长安街便道，由东向西行驶撞向天安门金水桥护栏后起火，行驶过程中造成多名游客及执勤民警受伤。”“据初步统计，事件已造成5人死亡，38人受伤，其中肇事车内3人死亡，另有2名游客死亡（1名菲律宾籍女游客、1名广东省男游客），38名受伤人员中包括3名菲律宾籍游客（2女1男）及1名日本籍男游客。”人民網（页面存档备份，存于）
- “四川南充中巴疯狂撞法院 肇事者儿子死于车祸”。人民網（页面存档备份，存于）市交警一大隊和市法院5輛警車被撞，2民警受傷。

- “14岁少女KTV陪酒遭强奸 怀胎八月身染梅毒”。合肥在線（页面存档备份，存于）
- 京华时报報道：“中储粮承认1400多吨转基因菜油流入国储库”。新華網

- “男子16次手术花30多万腿伤没好 自行‘拭骨’消毒”。人民網（页面存档备份，存于）

- 京华时报報道：“温岭杀医案院方否认特警抢尸 业内吁公安进驻医院”。新華網（页面存档备份，存于）

## 10月27日
- “浙江温岭杀医案续：医护人员保护遗体 拒绝火化”。新華網（页面存档备份，存于）
- “上海男子沈勇被物业劝离房屋时死亡 官方通报称未见外力伤痕”。新華網

## 10月25日
- 新华社讯，“25日上午，山东省高级人民法院对薄熙来受贿、贪污、滥用职权案二审公开宣判，裁定驳回上诉，维持一审无期徒刑判决。”光明网
- “ 10月25日上午，温岭一医院3名医生被一名男子捅伤，其中耳鼻咽喉科主任医师王云杰因抢救无效死亡。”新華網（页面存档备份，存于）
- 新京报报道：“南宁青秀回应‘2000名警察开48枪与村民对峙”。新华网 Archive.today的存檔，存档日期2013-10-25
- 海口网报道：“中联重科A、H股连续两日的股价下跌，已造成其约合人民币33.81亿元的市值损失。市场普遍认为，该公司此次股价下跌，与其近日陷入一场媒体与上市公司之间关于‘销售和财务是否造假’的纷争不无关系。”“2013年10月23日晚间，在财务专业人士云集的CPA视野论坛上，一位笔名为‘飞草’的网友在“质疑评论”栏目中发布了一条标题为《中联重科真的没有财务造假吗？》的帖子，引发金融界人士高度关注。”新华网（页面存档备份，存于）
- 中新网報道：“河南一猪蹄店拉横幅：书记3年打了70万白條”。人民網

## 10月24日
- 新京報報道:“10月22日，云南省晋宁县发生群体性事件。据官方通报，22日下午，该县公安机关在晋城镇依法传唤2名嫌疑人后，引发约200名村民聚集，30余辆公务车被打砸，致26名公安民警和1名协警不同程度受伤。”。“采访中，村民王春云向记者出示了县委书记蔡德生等领导按有手印的相关承诺书。这份题为《关于对广济工作的几个问题》承诺书上表示决定不征地，称对于群众生命财产安全问题，县委、县政府对全县群众的生命财产安全责无旁贷。承诺书称将对此事件中受伤的群众负责医疗费。”人民網（页面存档备份，存于）
- “广西一男子抓小偷被砍伤 质疑警察在现场不作为”。人民网（页面存档备份，存于）

## 10月23日
- 广州《新快报》因报道中联重科财务造假，记者陈永洲遭到长沙警方跨省追捕并刑事拘留。新快报

- 新华网南京10月23日电，10月2日连云港市发生一起交通事故造成一男子在事故后第二天死亡，而肇事者系连云港市公安局副局长夏兴润，夏副局长涉嫌使用“阴阳车牌”。昨天新华网《连云港市公安局副局长超速驾车撞死人》报道发出后，在国内引起强烈反响，数十家媒体进行了转发。此事也引起连云港市委的高度重视，市委书记李强亲自主持专门会议，对夏兴润作出了停职检查、配合调查等待下一步接受处理的决定。人民网（页面存档备份，存于）
- 中新社報道：“1995年发生在浙江省杭州市萧山区的两起出租司机劫杀案令陈建阳、田伟冬等5名青年入狱17年。今年7月，浙江高院再审认定5人劫杀事实不能成立，在罪至无期甚至死缓多年后，陈建阳等人洗刷了杀人罪名。23日，记者从几名当事人处获悉，他们中已有4人向浙江省高院提出国家赔偿申请，而田孝平则因对错案责任人的处理问题不满，迟迟不愿提交申请。”新华网
- “联合国人权理事会国别人权审查工作组第17届会议于10月21日至11月1日在日内瓦举行，本次会议审议沙特阿拉伯、塞内加尔、中国等15国人权状况。‘中国承认人权缺陷’，‘美国之音’23日以此为题发文称。西方国家在会上对中国的人权状况展开轮番批评。美国国务院负责民主、人权和劳工事务的代理助理国务卿泽雅称关注中国‘压制集会、宗教和言论自由，骚扰、拘禁和惩罚活动分子，将目标对准人权分子的家人和朋友，实施破坏少数民族人权的政策。’德国、瑞士等也表示关注。对此，吴海龙表示，一些针对中国的指责是基于误解和偏见。”新华网（页面存档备份，存于）

## 10月22日
- “梅德韦杰夫：作为领导人申报个人财产很正常”。新华网（页面存档备份，存于）“公务员没权利在外国拥有资产”。新华网
- “近日有媒体报道，湖南祁阳县城管局今年５月执法时，‘戳瞎’一位卖菜老人的眼睛，致使这位老人的一只眼睛被摘除，引发网民热议。记者从祁阳县求证了解到，当地确实发生了此事，涉事城管队员已被停职，善后事宜已进入司法程序。”新华网（页面存档备份，存于）
- 新京报報道：“太原晋源区发函恳请法院对强拆致死案慎重量刑”。人民網
- 新京报報道：“前日进行北京马拉松(以下简称北马)赛事中，有多名参赛选手站在长安街附近的红墙边小便，引起热议。有人质疑随处小便的原因是因为流动厕所少；也有说法称就地小便是因‘有这个传统’。(本报昨日报道)”新華網（页面存档备份，存于）
- 中国广播网報，“新华社：与其指责星巴克定价高 不如反思我们”。新華網

## 10月21日
- BBC报道：“中國央視推特遭黑 轉貼周永康被查報道”。“香港《南華早報》周一（10月21日）引述消息人士稱中共最高領導人習近平已經成立了特別工作組負責調查中共前政治局常委、政法委書記周永康。報道說，這一特別工作組由北京市公安局局長兼公安部副部長傅政華領導。”BBC（页面存档备份，存于）
- 京华时报报道：“冀中星被打致残案9月已立案 其本人尚不知消息”。“下午，厚街公安分局一负责人确认该消息，并称相关工作正在进行中。”新华网 Archive.today的存檔，存档日期2013-10-22
- “澳门首次公布四百官员财产 特首崔世安只有3套房产”。新华网 Archive.today的存檔，存档日期2013-10-23

## 10月20日
- 南方日报報道：“河北68个活人被证‘死亡’核销贷款 诸多疑点待解”。“18日，河北深州农信社假造“死亡名单”核销贷款案在河北景县人民法院宣判。今年4月，有媒体报道，深州市农村信用联社核销贷款违规，包括深州市副市长魏志春、市公安局副局长崔朋等在内的数十人因“死亡”或“失踪”而核销贷款，涉及贷款额约250万元。并指出核销清单上的人员大多数具备偿还能力，其中有的位高权重难追讨，有的有抵押物也被核销，从而逃避债务。”新華網（页面存档备份，存于）

## 10月18日
- 新京报報道：“‘云南官员强奸4岁幼女案'发回重审”。“此前，郭玉驰一审被判有期徒刑5年，不承担民事赔偿责任，昭通人民检察院以量刑明显不当为由，向昭通中院提出抗诉。”人民網（页面存档备份，存于）
- 北京青年报報道：“‘拆城市长’季建业落马的未竟之问”。“ 中共南京市委副书记、市长季建业日前因经济问题被‘双规’，16日上午被中纪委人员带走接受调查。季建业是在中纪委一连串‘打老虎’行动中，又一个落马的地方在职副省级官员。”新華網
- 京华时报報道：“17个行政村集体盖章 举报派出所长索贿受贿”。“半年多来，河北省曲阳县郎家庄乡派出所所长赵玉辉成为议论的焦点。该乡所辖的17个行政村村干部集体盖章举报赵玉辉敲诈勒索、索贿受贿。该乡经济落后，违法开采含有铁矿的荒山成为村民们的生财之道。所长赵玉辉遭举报的索贿行为，绝大部分来自非法矿主的证言。”新華網（页面存档备份，存于）

## 10月17日
- 央視報道：“温家宝现身纪录片 称习仲勋全力支持胡耀邦工作”。人民網（页面存档备份，存于）

- 搜狐视频：“希拉里忆王立军出逃 称领事馆被薄包围”。農民日報（页面存档备份，存于）

## 10月16日
- “厦门父子泼伤19城管 所泼酸液为矿灯电池补充液”。“16日，厦门市同安区城管局人员在同安区新民镇柑岭村中强制拆除一处仓库时，遭到房主邵文通和其儿子的阻挠，被泼洒含硫酸成分的液体，致19人不同程度烧伤，其中18人入院治疗。”人民網（页面存档备份，存于）

## 10月15日
- “央视批余姚官员怕湿鞋让人背：鞋没进水脑子进水”。“据中国之声《新闻纵横》报道，最近有条微博让人看了以后倍儿气愤，说的是在前天晚上，余姚三七市镇某领导下乡视察水灾情况，因为脚下穿的是高档鞋子，迫不得已让年近六旬的村书记把他背进受灾群众的家里，微博还有照片为证。虽然并非想象的那样，是要求别人背进背出，但针对王某某在抢险救灾中出现的行为，镇党委、政府还是决定，免去其村镇建设办公室主任职务，并给予党内警告处分。”新華網（页面存档备份，存于）

## 10月13日
- 中國青年網道：“央视曝北漂市民返乡6次办护照，2名警员被处理”。“武邑县公安局出入境管理大队民警史某已被调离公安机关，留党察看二年，行政降两级；免去武邑县公安局出入境管理大队大队长房某职务，给予党内严重警告，行政记大过处分；给予分管领导王某党内严重警告处分。”新華網
- 新京報：“处理‘打黑’遗留问题是法治必然要求”。人民網

## 10月12日
- 中国经营报報道：“重庆‘打黑’李俊案2亿资金被返还 公司恢复自主经营”。新華網（页面存档备份，存于）農民日報
- 光明網報道：“宁波电视台记者疑因粉饰灾情遭余姚民众围堵”。“10月11日晚，浙江余姚，宁波台记者在市中心报道余姚洪水已退，余姚已恢复正常生活。民众称其粉饰灾情，强烈要求他们去花园新村等受灾严重的地区报道，遭记者辱骂，随后民众围堵卫星转播车，并将护送电视台记者的宁波特警警车砸坏。”新華網（页面存档备份，存于）

## 10月11日
- 北京晨报報道：“李天一上诉获受理 未上诉3名被告也需参加二审”。新華網
- 中央电视台焦点访谈栏目《证难办，脸难看》曝光了河北省武邑县公安局出入境管理大队工作人员态度粗暴、刁难办证群众。“河北武邑小伙小周目前在北京工作。去年10月份公司要派他出国，需要办因私护照，由于在北京缴纳社保不足一年，按规定他必须回户口所在地办理。按说现在办因私护照也不是什么难事，可小周说为了办护照他回距北京三百多公里外的老家多次，跑了大半年一直没有办下来，每次去都还要看办事人员的脸色，想想都打怵。不久前，记者和小周一起来到了他们县公安局出入境科。出入境科的办公室面对面坐着两位办事人员，两人都没有穿警服，其中一位一直看着报纸，头始终没有抬一下。”新華網
- 新華網報道：“１０月１１日下午，记者在被广泛传说为‘自锯病腿’的郑艳良家里见到了他本人和其妻子沈忠红。说起“锯腿”的事，郑艳良把锯腿用的钢锯、小刀、缠着毛巾的痒痒挠这三样工具放在他坐着的轮椅上，把缠着毛巾的痒痒挠咬在嘴里，给记者比划了一下。这个场景和有关媒体拍照后被广泛在网络上传播的一样。”新華網

## 10月10日
- 京江晚报報道：“不妨放低姿态看‘俄罗斯全民免费医疗’”。“国家卫生和计划生育委员会新闻发言人邓海华在谈到有关‘俄罗斯全民免费医疗’报道时表示，医改是世界性难题，对俄罗斯的医疗卫生制度不做评论，因为各个国家都不同。（10月10日中新网）”“‘俄罗斯全民免费医疗’说明任何人都不会因没有钱而被医院拒之门外，我们为什么不从中吸取经验、查遗补漏呢？”光明網（页面存档备份，存于）

## 10月9日
- 新华社济南10月9日电 中共中央政治局原委员、重庆市委原书记薄熙来受贿、贪污、滥用职权一案，济南市中级人民法院于2013年9月22日一审宣判。薄熙来提出上诉，山东省高级人民法院已于今日立案受理。人民日報（页面存档备份，存于）

## 10月7日
- 台风菲特登陆福建福鼎，残留云系在浙江省造成持续暴雨并引发城市内涝，造成交通中断，损失巨大。中国天气网（页面存档备份，存于）

## 10月4日
- “贺卫方港演讲：有生之年能看到宪政民主中国。”香港南華早報10月4日，南方周末网站刊发贺卫方新书随笔《逍遥法外》，文中法学教授贺卫方阐述了自己为何出版一本个人文学随笔专谈“逍遥法外”。4日，贺卫方还在香港中大露天广场面对1500名观众进行了题为“中国宪政之路”的演讲 。在演讲中他认为大陆官员至今仍凭一种过时的思想在统治国家，“共产主义教条将无可避免地导致奴役，因为它夺去了人民自由思考和表达的权利”。觀察者（页面存档备份，存于）
- “中国石油大学庆祝建校60周年 吴仪等校友献唱”，周永康缺席。新華網（页面存档备份，存于）

## 10月1日
- 新华网报道：“内蒙古政法委原副书记杨汉中一审被判死缓。”人民网（页面存档备份，存于）
- 新京报报道：“太原50余人等到死未住上回迁房。180拆迁户漂泊13年未安置，屡屡上访仍未获解决；何时回迁仍无时间表。”人民网